# كأس السوبر الإسباني 2004
كأس السوبر الإسباني 2004 كانت بطولة كرة قدم إسبانية أُقيمت يومي 21 و24 أغسطس 2004 بين فالنسيا بطل الدوري الإسباني 2003–04 و‌ريال سرقسطة بطل كأس ملك إسبانيا 2003–04. فاز ريال سرقسطة بإجمالي أهداف 3–2.

## تفاصيل المباريات

### مباراة الذهاب
| ريال سرقسطة | 0–1 | فالنسيا    |
| ----------- | --- | ---------- |
|             |     | فيسنتي 61' |

| فالنسيا | ريال سرقسطة |

### مباراة الإياب
| فالنسيا    | 1–3 | ريال سرقسطة                               |
| ---------- | --- | ----------------------------------------- |
| كورادي 53' |     | ألفارو 11' · غاليتي 33' · خافي مورينو 82' |

| ريال سرقسطة | فالنسيا |